# Pseudoplazmodium

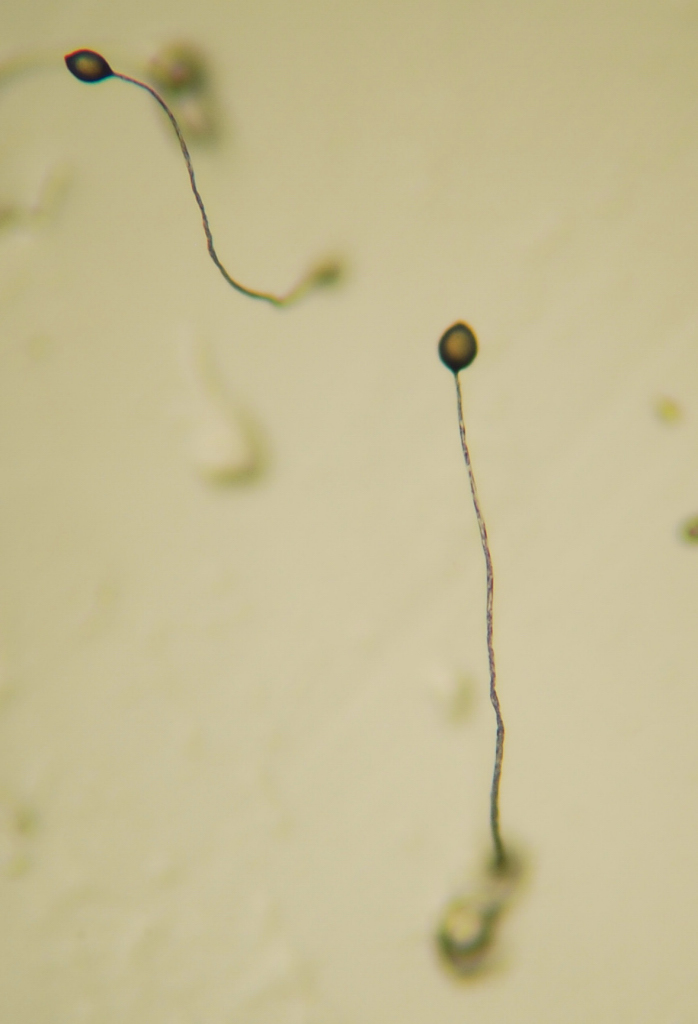
Pseudoplazmodium u Dictyostelium discoideum

Pseudoplazmodium, także nibyśluźnia, śluźnia rzekoma, plazmodium agregacyjne – forma ciała występująca u akrazji oraz śluzowców z klasy dikcjosteliowych. Od śluźni różni się tym, że tworzące ją pełzaki zachowują swoją indywidualność. Wyróżnia się nibyśluźnie wegetatywne oraz generatywne.
Nibyśluźnia wegetatywna u dikcjosteliowych składa się ze złożonego ze ścian komórkowych martwych komórek trzoneczka, na którego szczycie pełzaki otoczone kroplą śluzu tworzą zarodniki. U akrezji trzonek nibyśluźni zbudowany jest z żywych pełzaków, wytwarzających na szczycie łańcuszki zarodników i tworząc w ten sposób sorokarpium.
Nibyśluźnia płciowa (generatywna) wytwarza wewnątrz duże dwujądrowe makrocysty, w których następuje kariogamia. Po podziale mejotycznym tworzą się haploidalne pełzaki, które opuszczają nibyśluźnię.